# Tubérosité de l'ulna
La tubérosité de l'ulna est l'ensemble des surfaces rugueuses des faces inférieures et médiales du processus coronoïde de l'ulna.
Sa face inférieure est une zone d'insertion du muscle brachial.
Sa face médiale donne insertion au faisceaux antérieur et moyen du ligament collatéral ulnaire de l'articulation du coude.
Son bord latéral donne insertion à la corde oblique de la membrane interosseuse de l'avant-bras.